# ترانكيلو بارنيتا

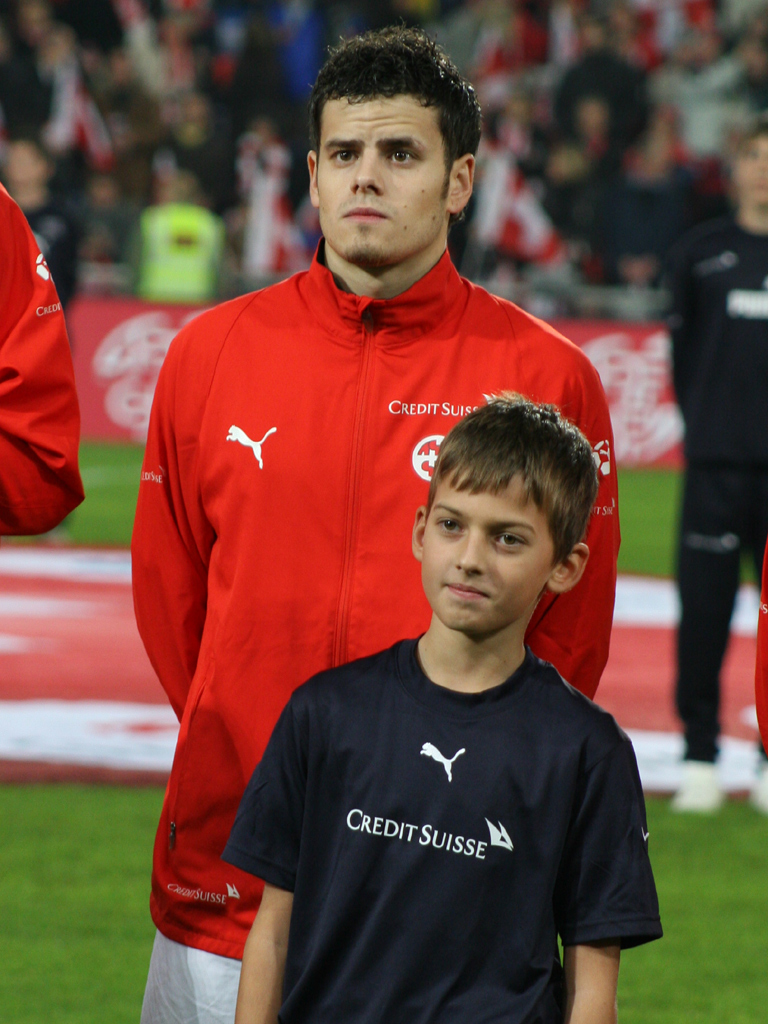
ترانكويلو بارنيتا

ترانكيلو بارنيتا (بالإيطالية: Tranquillo Barnetta)‏، من مواليد 22 مايو 1985 في سانت غالين في سويسرا، لاعب كرة قدم سويسري.
بدأ مسيرته الكروية مع نادي سانت غالين في عام 2002، ولعب معهم حتى عام 2004، وشارك معهم في 60 مباراة وسجل 12 هدف، وفي موسم 2004/2005 انتقل إلى نادي هانوفر الألماني، ولعب معهم 7 مباريات وسجل هدفين، ومنذ عام 2005 وهو يلعب مع نادي باير ليفركوزن الألماني.
و قد بدأ باللعب مع منتخب سويسرا لكرة القدم في عام 2004.

## مسيرته الكروية
لعب ترانكيلو بارنيتا خلال مسيرته الاحترافية مع 6 أندية في تسعة عشر موسمًا وسجل خلالها 58 هدفًا ضمن 420 مباراة. ولم يفز بأي موسم بالكأس أو بالدوري.
خاض ترانكيلو بارنيتا مسيرته مع نادي سانت غالن في موسم 2002–03 في المرة الأولى ولمدة موسمين ثم في موسم 2016–17 واستمر معه طيلة ثلاثة مواسم، مشاركًا طوالها في 120 مباراة سجل خلالها 23 هدفًا. ثم انتقل إلى نادي هانوفر 96 في موسم 2004–05 لمدة موسم واحد، حيث شارك في 7 مباريات سجل خلالها هدفين. لينتقل بعدها إلى نادي باير 04 ليفركوزن في موسم 2005–06 ليلعب معه سبعة مواسم، مشاركًا في 187 مباراة سجل خلالها 23 هدفًا. ثم انتقل إلى نادي شالكه 04 في موسم 2012–13 في المرة الأولى ولمدة موسمين ثم في موسم 2014–15 لمدة موسم واحد، مشاركًا طوالها في 44 مباراة سجل خلالها 3 أهداف. هذا وانتقل لاحقًا إلى نادي آينتراخت فرانكفورت في موسم 2013–14 لمدة موسم واحد، مشاركًا في 22 مباراة سجل خلالها هدفًا واحدًا. ثم انتقل بعدها إلى نادي فيلادلفيا يونيون في عامي 2015-2017 ولمدة موسمين، مشاركًا في 40 مباراة سجل خلالها 6 أهداف.

## روابط خارجية
- ترانكيلو بارنيتا على موقع الاتحاد الدولي (مؤرشف)  (الإنجليزية)
- ترانكيلو بارنيتا على موقع الاتحاد الأوربي (الإنجليزية)
- ترانكيلو بارنيتا على موقع الدوري الأمريكي (الإنجليزية)
- ترانكيلو بارنيتا على موقع قاعدة بيانات كرة القدم.إي يو (الإنجليزية)
- ترانكيلو بارنيتا على موقع بيانات كرة القدم. دي إي (الألمانية)
- ترانكيلو بارنيتا على موقع ناشيونال فوتبول تيمز (الإنجليزية)
- ترانكيلو بارنيتا على موقع Soccerway.com (الإنجليزية)
- ترانكيلو بارنيتا على موقع عالم كرة القدم.نت (الإنجليزية)
- ترانكيلو بارنيتا على موقع كووورة
- ترانكيلو بارنيتا على موقع AS.com (الإسبانية)